# Radiostacje numeryczne
Radiostacje numeryczne (także: stacje numeryczne, radiostacje liczbowe, radiostacje nadające liczby) – radiostacje krótkofalowe o nieustalonym statusie i własności. Zwykle nadają zestaw liczb, słów albo liter, lub wyrazów alfabetu fonetycznego czytanych przez lektora lub syntezator mowy. Stacje przeważnie nie są zarejestrowane w Międzynarodowym Związku Telekomunikacyjnym (ITU); a więc ich działalność ma z punktu widzenia prawa charakter piracki.
Radiostacje te wykorzystuje się najpewniej w charakterze jednostronnego kanału łączności ze szpiegami pracującymi na odległych zakonspirowanych placówkach. Nieliczne kraje potwierdziły używanie radiostacji numerycznych na swoim obszarze lub szkolenie szpiegów z rozszyfrowania transmisji – Czechy, Polska oraz Szwecja. Żadne z pozostałych państw, na terenie których pracują te radiostacje, nie potwierdziło do tej pory oficjalnie tego faktu. W jednym przypadku szpiegowska działalność radiostacji nadającej liczby była przedmiotem sprawy sądowej w Stanach Zjednoczonych.
Część z radiostacji numerycznych pojawia się nagle i równie gwałtownie milknie, ale niektóre mają regularną „ramówkę”. Ich działalność nasiliła się nieznacznie na początku lat 90. XX wieku. Po definitywnym zakończeniu zimnej wojny (druga połowa lat 90.) aktywność stacji zmalała.

## Format audycji numerycznych
Audycje numeryczne nadawane są w pewnym określonym formacie, od którego możliwe są w pojedynczych przypadkach odstępstwa. Nadawane są zwykle w języku angielskim, niemieckim, hiszpańskim lub w jednym z języków słowiańskich.
Audycja rozpoczyna się zazwyczaj o pełnej godzinie. Zaczyna się od sygnału wstępnego, będącego identyfikatorem radiostacji. Może to być nazwa kodowa, np. „303 303 303” lub nazwa zapowiedziana przy użyciu alfabetu fonetycznego ICAO, np. „Whiskey India Kilo India”, charakterystyczny zwrot, np. „¡Atención!”, „1234567890”. Czasem jest to, jak w przypadku stacji Lincolnshire Poacher dżingiel muzyczny. Sygnał identyfikacyjny powtarzany jest zwykle od kilku do kilkunastu razy. Następnie zapowiadana jest liczba grup cyfr, po czym następuje wymienianie cyfr w grupach. Grupy są powtarzane, albo po każdej sekwencji, albo też po przekazaniu całości informacji. Zwykle podczas jednej audycji przekazywana jest jedna wiadomość, choć od tej zasady są odstępstwa. Po przekazaniu całości następuje sygnał zakończenia transmisji, zwykle jest to słowo „end” (lub „ende”), „konec”, „out” lub inne w zależności od języka. Niektóre stacje kończą audycję serią zer, np. 000 000. Audycja jest kodowana najczęściej przy użyciu klucza jednorazowego; tak szyfrowane były zachodnioniemieckie audycje cyfrowe.
Głosy spikerów, z którymi można spotkać się słuchając tych stacji radiowych, nierzadko są generowane komputerowo przy użyciu syntezatora głosu i są czytane w wielu językach. Zwykle są to głosy żeńskie, ale czasami można usłyszeć także głosy męskie lub nawet dziecięce.
Przykładowy zapis jednej z audycji stacji numerycznej Yankee Sierra mógł wyglądać następująco:

Yankee Sierra Yankee Sierra Yankee Sierra Yankee Sierra
"635 635 27 gruppen. 516 516 78 gruppen. Achtung, 635 63527 gruppen."

2690 2707 2745 3228 3262 4543 4594 4821 4888 5015 5182 5732 5770 6370 6765 6853
7404 7532 7661 7740 7752 7858 8063 8173 9040 9325 9450 10177 10460 10500 10740 11108
11545 11617 12092 12210 12314 13362 13413 13752 13775 13890 14622 14945 15610 16055 16220
16220 16414 17430 18195 18575 19295 19755 20240 20350 20675 22885

## Przypuszczalne przeznaczenie
Brak oficjalnych informacji na temat celu i przeznaczenia audycji; w co najmniej dwóch przypadkach udowodniono ich związek z działaniami wywiadu, w większości przypadków ich misja nie jest znana i wywołuje liczne spekulacje.

### Działalność szpiegowska

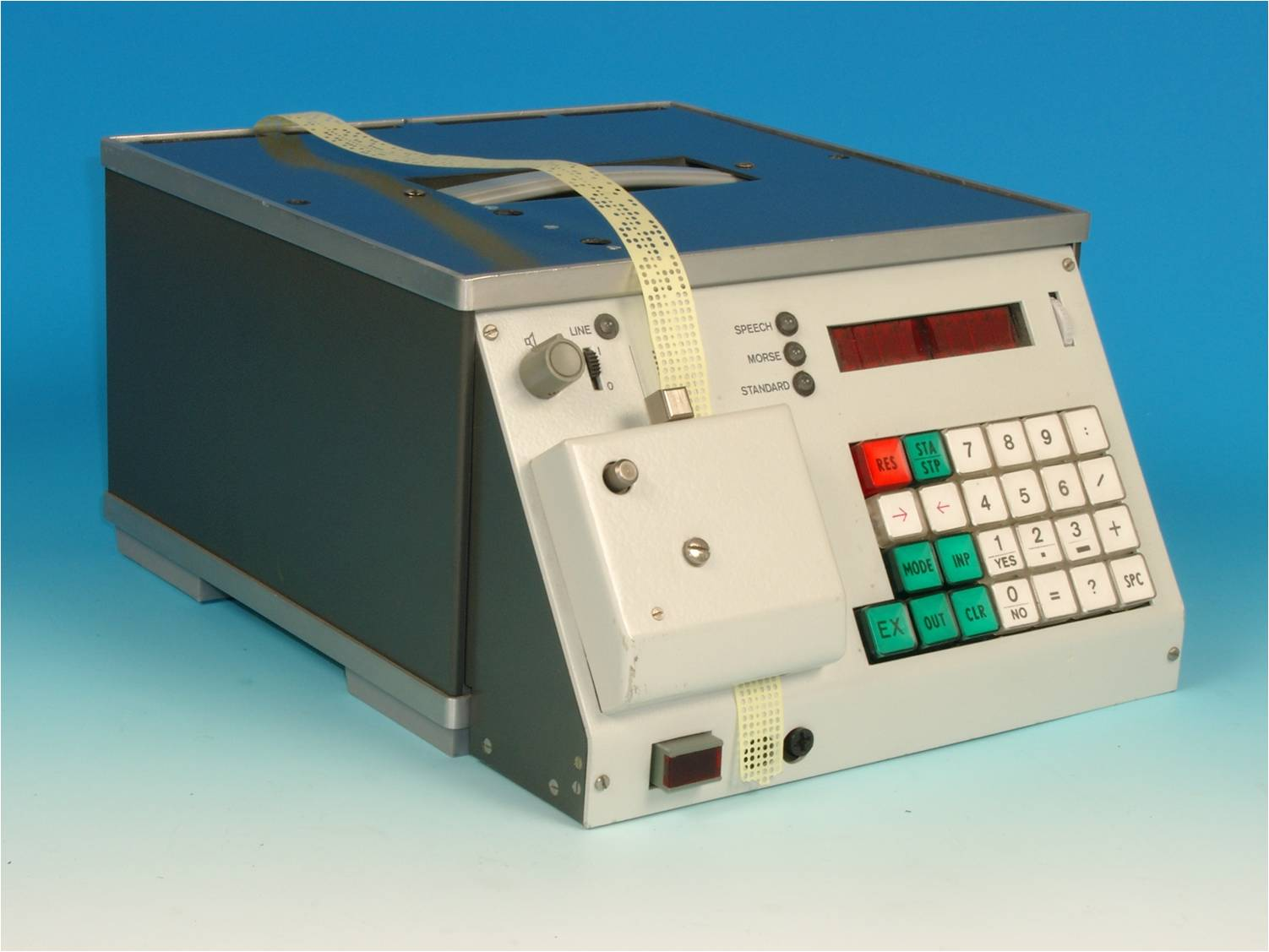
Maszyna „Sprach-Morse-Generator” wykorzystywana w NRD przy nadawaniu stacji numerycznych

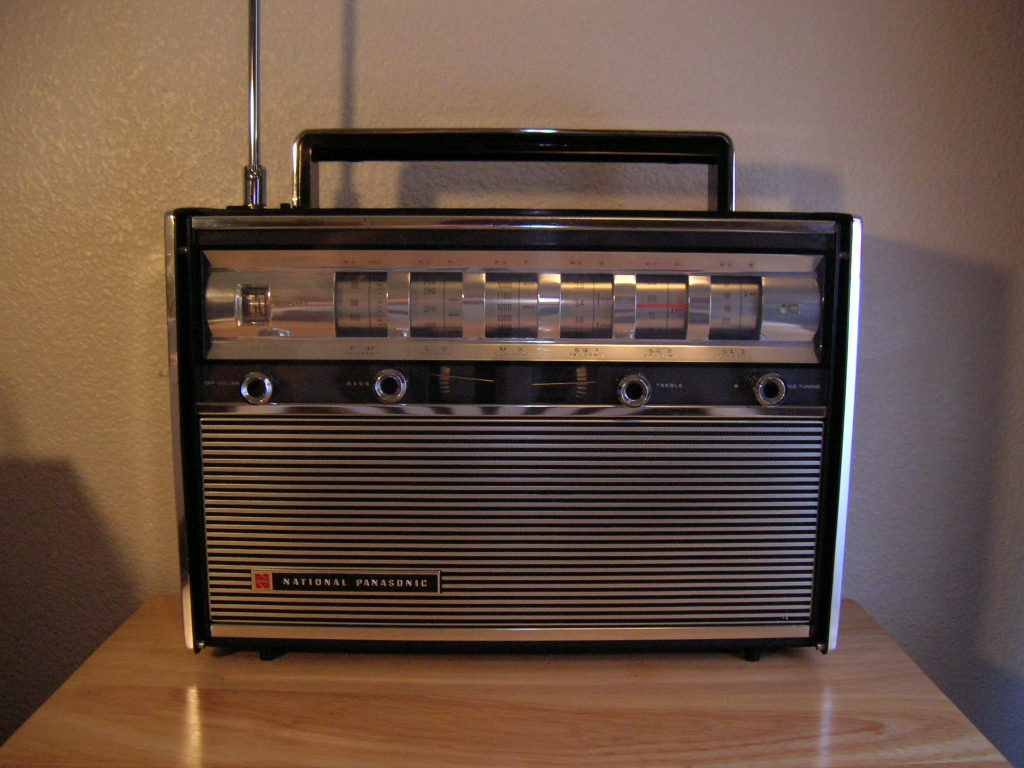
Amatorski odbiornik wysokiej klasy z lat 60. służący do odbioru audycji na falach krótkich

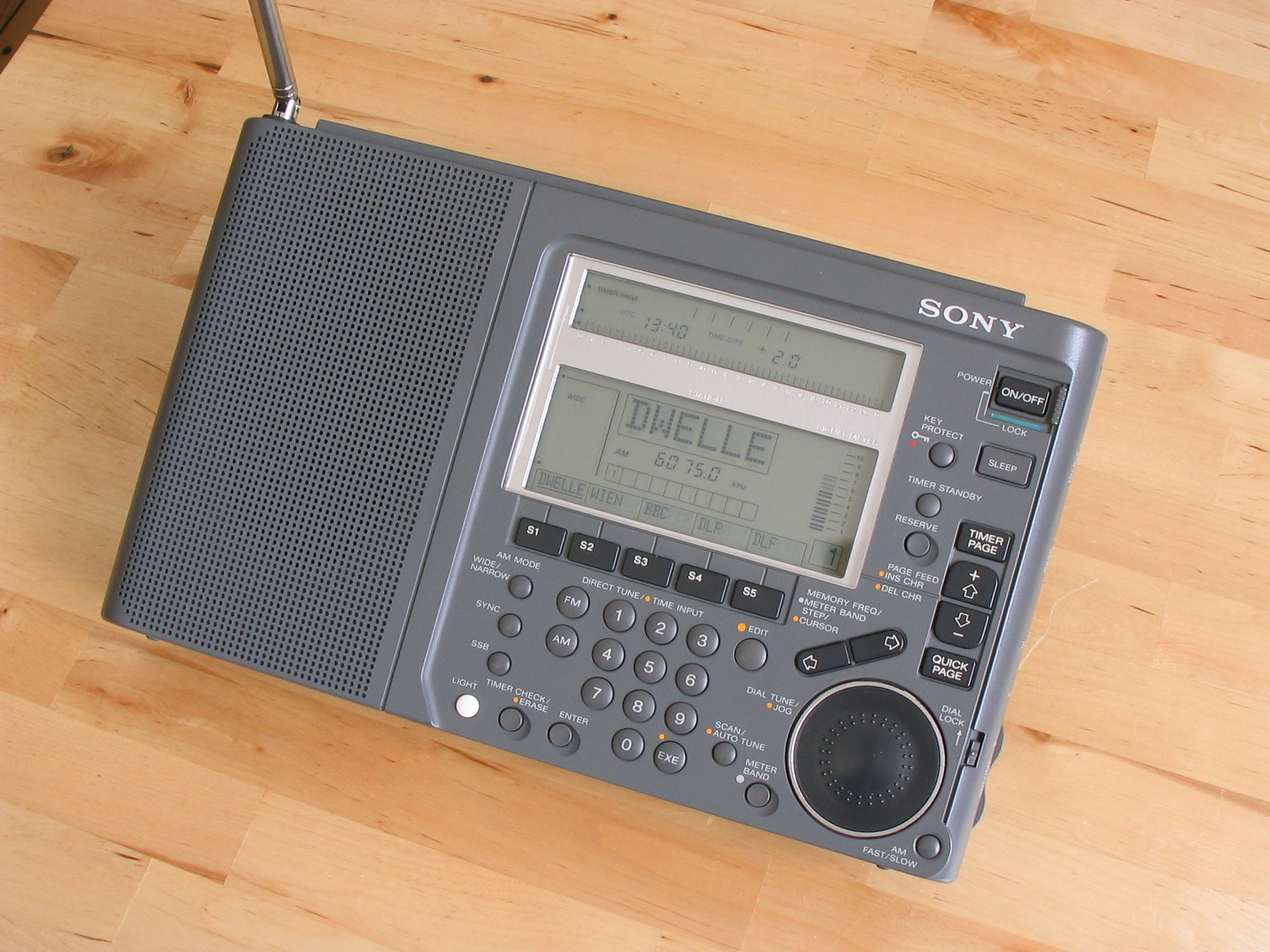
Współczesny amatorski odbiornik audycji na falach krótkich

Początków nadawania stacji numerycznych nie da się ustalić z całą pewnością. Według danych organizacji Conet Project, zajmującej się analizowaniem działalności stacji numerycznych, istnieją one już od czasów I wojny światowej. Stawiałoby to radiostacje numeryczne pośród najstarszych radiostacji na świecie. Podczas II wojny światowej BBC wysyłała kodowane wiadomości do agentów specjalnych. Działalność stacji numerycznych nasiliła się w okresie zimnej wojny; po jej zakończeniu liczba tego typu radiostacji zmniejszyła się.
Najpoważniejsze przypuszczenia odnośnie do zastosowania radiostacji numerycznych dotyczą ich wykorzystania w komunikacji szpiegowskiej. Do szyfrowania i deszyfracji przekazu miałby służyć klucz jednorazowy, co pozwala na zminimalizowanie ryzyka odszyfrowania przekazu przez wroga. Po ważnych politycznie i przełomowych wydarzeniach, takich jak np. pucz moskiewski, rozgłośnie numeryczne zmieniały szczegóły w swych audycjach bądź też przechodziły na nadawanie o przypadkowym czasie.
W książce Roberta Wallace i Keitha Meltona Spycraft również przyjmuje się hipotezę o szpiegowskim przeznaczeniu rozgłośni numerycznych:

Ich plany komunikacji zawierały połączenia jednostronne, opisywane jako tajny system komunikacji oparty na nadawaniu w określonym czasie informacji możliwych do odebrania przez nieprzestrojony odbiornik radiowy w przedziale częstotliwości między 3 a 30 MHz na falach krótkich. Transmisje zawierały serię powtarzanych sekwencji cyfr i mogły być odszyfrowane tylko przy pomocy klucza jednorazowego będącego w posiadaniu agenta. Jeśli dokładnie przestrzegano procedur i prawideł sztuki, system przekazywania informacji był nie do złamania. (...) Tak długo jak agent był w stanie posiadać bez podejrzeń radio z falami krótkimi i nie był pod ścisłą obserwacją, ten system był preferowany przez CIA podczas zimnej wojny. (s. 438)

W książce Henryka Piecucha „Portret szpiega”, będącej opisem szpiegowskiej działalności Bogdana Płotki-Walewskiego, znajduje się informacja, iż nowo pozyskanemu agentowi polecano osobiste kupienie radia tranzystorowego i wręczano klucz jednorazowy, a następnie szkolono w deszyfrowaniu audycji szpiegowskich.

### Przemyt narkotyków
Istnieją również przypuszczenia, jakoby radiostacje numeryczne miały być związane z nielegalnym handlem narkotykami.

## Technika nadawania

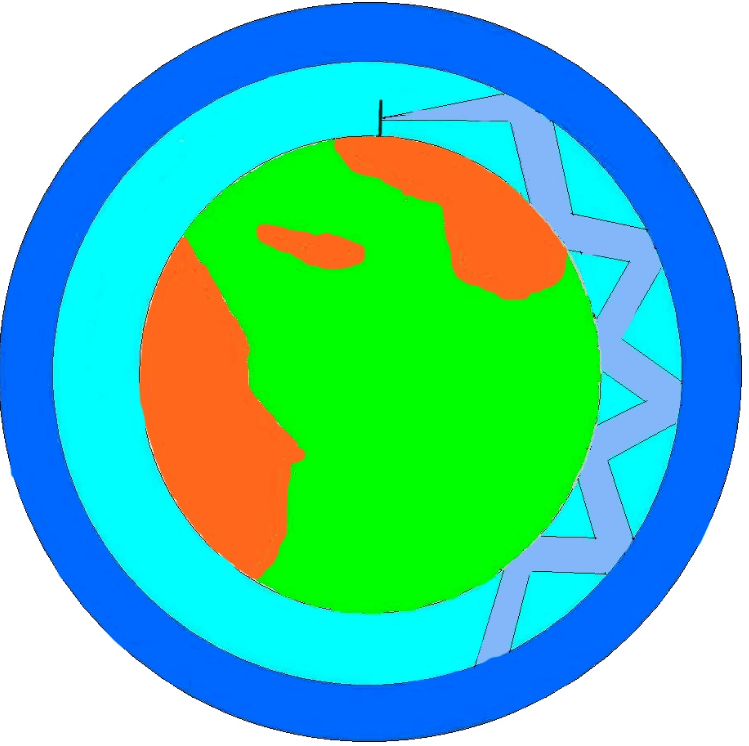
Propagacja fal krótkich. Odbicie od jonosfery zapewnia im daleki zasięg

Mimo że zidentyfikowano położenie jedynie nielicznych stacji, technika nadawania jest znana. Nadajniki krótkofalowe nadają z mocą od 10 do 100 kW. Nadajniki pracują zazwyczaj z zastosowaniem modulacji amplitudy, z wykorzystaniem wzmacniaczy mocy pracujących w klasach AB i B o parametrach stosowanych w międzynarodowej łączności krótkofalarskiej. Nierzadko wykorzystuje się także modulację SSB. Po przebadaniu audycji numerycznych analizatorami widma okazało się, że używane metody modulacji sygnału wykorzystują zaawansowane technologie, co wskazuje na wykorzystanie tego typu transmisji dla różnych operacji szpiegowskich.
Dla potrzeb pojedynczych agentów wykorzystanie niezaawansowanych technicznie metod nadawania ma również swoje zalety. Przede wszystkim sprzęt do odbioru zaawansowanych technicznie sygnałów jest trudno osiągalny, ponadto jego posiadanie zwiększa ryzyko dekonspiracji w razie przypadkowego zatrzymania.
Bywają również przypadki zagłuszania stacji numerycznych w celu uniemożliwienia nasłuchu transmisji.

### Propagacja sygnału
Zgodnie z naturą fal krótkich sygnały radiowe wysokiej częstotliwości nadawane ze stosunkowo niską mocą mogą osiągać bardzo dalekie odległości przy bardzo dobrych warunkach propagacji. Zależą one od takich czynników jak poziom interferencji elektromagnetycznej, pogoda, pora roku, plama słoneczna. Mogą być odebrane przez dobrej jakości odbiornik radiowy z odpowiednią anteną (rzecz jasna tylko te transmitowane modulacją AM, do odbioru SSB należy posiadać już odbiornik komunikacyjny bądź specjalną przystawkę, tzw. BFO do zwykłego radioodbiornika).

## Amatorski nasłuch rozgłośni numerycznych
Stacje numeryczne wzbudzają zainteresowanie krótkofalowców oraz detektywów-amatorów, którzy nie szczędzą sił i nieraz pokaźnych środków finansowych na wyśledzenie źródła transmisji audycji numerycznych. To właśnie radioamatorzy jako pierwsi wpadli na trop stacji numerycznej, której audycje zaczynały się od hiszpańskiego słowa „¡Atención!” (uwaga!). Krótkofalowcy odkryli, że jedna z audycji „¡Atención!” została nadana na częstotliwości należącej do Radia Habana Cuba. W r. 2000 Stany Zjednoczone zidentyfikowały oficjalnie radiostację jako kubańską. Źródła rządowe podały do publicznej wiadomości niektóre z odcyfrowanych przekazów nadanych metodą audycji numerycznej. Oto one:
- Życzenia dla wszystkich towarzyszek z okazji Międzynarodowego Dnia kobiet.
- Ustawić jako priorytet i kontynuować przyjaźń z Joe i Dennisem
- Agentom German i Caster pod żadnym pozorem nie wolno lecieć BTTR(inne języki) lub inną organizacją w dni 24, 25, 26 i 27

W latach 80. i 90. radioamatorzy próbowali wyśledzić stacje cyfrowe nadające na Florydzie audycje w języku hiszpańskim. Przeprowadzone wizje lokalne stwierdziły istnienie anten nadawczych w Warrenton w Wirginii. Władze amerykańskie odmówiły jakichkolwiek informacji na ten temat.

## Kwestie prawne
Do tej pory prawie żaden rząd ani żaden nadawca nie przyznał się oficjalnie do stosowania radiostacji numerycznych. Słuchanie stacji numerycznych nie jest więc ograniczone żadnym prawem, choć w niektórych krajach istnieją przepisy, które mogą pozostawać w związku z radiostacjami numerycznymi. Chodzi przede wszystkim o nasłuch i ewentualne pozyskiwanie informacji z tego źródła. W Wielkiej Brytanii słuchanie radiostacji numerycznych jest formalnie przestępstwem. I tak artykuł 48 ustawy parlamentu brytyjskiego Wireless Telegraphy Act z r. 2006 stwierdza:

Artykuł 48.
1. Przestępstwo popełnia osoba, która bez zezwolenia
  - używa aparatu radiowego w celu uzyskania informacji (niezależnie jaką drogą byłyby nadane), jej treści, nadawcy lub odbiorcy, których nie jest zamierzonym odbiorcą ani osobą działającą w imieniu odbiorcy
  - ujawnia informacje o treści, nadawcy bądź odbiorcy tych informacji

2. Osoba popełnia przestępstwo ujawniania informacji tylko jeśli nie mogłaby wejść w posiadanie tej informacji inaczej niż przy użyciu odbiornika radiowego przez niego samego lub osobę trzecią

Rzecznik prasowy brytyjskiego ministerstwa handlu i przemysłu przyznał w wywiadzie dla The Daily Telegraph: „Stacje numeryczne są tym, czym myślicie że są. Ludzie nie powinni być nimi zafascynowani. Nie są one, powiedzmy, przeznaczone do publicznej konsumpcji”. Istnienia stacji numerycznych nie komentują amerykańskie agendy radiowe. Podczas audycji w National Public Radio nadanej 26 maja 2000, poświęconej stacjom numerycznym, John Winston z Federalnej Komisji Komunikacji stwierdził: „Nie będziemy wypowiadać się na temat tych stacji. I nie mówię tu, czy nadają z naszego kraju, nawet jeśli wasi badacze mówią, że tak. Znamy za to niezliczone stacje z zagranicy...”.
Do tej pory zanotowano tylko jeden przypadek procesu sądowego zakończonego wyrokiem sądowym za nadawanie audycji numerycznych. Oskarżonym byli Kendall i Gwendolyne Myers, a oskarżeni zostali o szpiegostwo na rzecz Kuby. Akt oskarżenia zarzucał Kendallowi Myersowi w punkcie 30. „nadawanie zaszyfrowanych informacji w paśmie fal krótkich (...) za pośrednictwem alfabetu Morse’a lub czytanych głosem serii cyfr”.

## Klasyfikacja stacji numerycznych
Zazwyczaj radiostacje numeryczne mają własną popularną nazwę, nadaną przez krótkofalowców. Zwykle pochodzi ona od pierwszego słowa lub dżingla muzycznego otwierającego audycję. Niemniej jednak organizacja zajmująca się nasłuchem stacji numerycznych, ENIGMA (i jej internetowa następczyni ENIGMA2000) wprowadziła własną klasyfikację, która używana jest do identyfikacji. Oznaczenie to składa się z litery i cyfr, opcjonalnie dodatkowych liter wskazujących na warianty danej stacji. Litera wskazuje na język lub sposób nadawania stacji; cyfra (opcjonalnie dodatkowa litera) ma charakter porządkowy:
- E – język angielski
- G – język niemiecki[b]
- S – język z grupy słowiańskiej
- V – inne języki
- M – alfabet Morse’a
- X – inny typ transmisji
- T – transmisja w nieznanym języku[32]
- F – transmisje w trybie cyfrowym z przesunięciem częstotliwości (ang. Frequency-shift keying digital modes)[33]

- P – transmisje w trybie cyfrowym z przesunięciem fazowym (ang. Phase-shift keying digital modes)[33]
- XP – transmisje w trybie cyfrowym, przypisane do tzw. grupy Russian 7[33]
- HM – transmisje hybrydowe (tryb analogowo-cyfrowy)[33]

Na przykład stacja Lincolnshire Poacher nosiła oznaczenie E03, kubańska stacja ¡Atención! – V02, a Swedish Rhapsody G02, od 1998 roku E23.

## Radiostacje numeryczne w kulturze masowej
- W 1997 roku The Conet Project wydało czteropłytowy zestaw CD z nagraniami z transmisji numerycznych „The Conet Project: Recordings of Shortwave Numbers Stations”[34]. W 2013 ponownie wydano zestaw, dodatkowo zawierający piątą płytę z nagraniami tajemniczych dźwięków emitowanych na falach krótkich.
- Zespół Porcupine Tree użył nagrania rozgłośni cyfrowej w utworze Even less[35]. Podobnych nagrań użyły zespoły Stereolab, Pere Ubu, Boards of Canada i Wilco[35].
- W serialu Zagubieni nadajnik cyfrowy z wyspy nadaje liczby 4, 8, 15, 16, 23 i 42[36].
- W 2013 zrealizowano film fabularny Stacja szyfrująca. Film przedstawia tajną stację szyfrującą w Wielkiej Brytanii która zostaje zaatakowana przez terrorystów którzy wysyłają transmisję z opanowanej stacji[37].